# 圣雷蒙多-杜多卡贝泽拉
圣雷蒙多-杜多卡贝泽拉是巴西马拉尼昂州的一个市镇。总面积281.225平方公里，总人口4487人，人口密度16人/平方公里。